# Daren Engellant
Daren Clarence Engellant (* 15. April 1970 in Great Falls (Montana)) ist ein ehemaliger US-amerikanischer Basketballspieler.

## Laufbahn
Engellant wuchs auf einem Bauernhof im US-Bundesstaat Montana auf. Der 2,09 Meter große Innenspieler war als Schüler Mitglied der Basketballmannschaft der Geraldine High School in seinem Heimatbundesstaat. An der University of Montana spielte er zwischen 1988 und 1992, die besten Saisonwerte in Punkten (13,5 pro Spiel) und Rebounds (8,8 pro Spiel) erreichte er 1991/92, mit 2,3 geblockten Würfen je Partie gelang ihm in dieser statistischen Wertung sein bestes Ergebnis im Spieljahr 1990/91. Mit sieben Blocks in einem Spiel im Jahr 1991 stellte Engellant einen Hochschulrekord auf, seine während der vier Jahre erzielten 874 Rebounds verschafften ihm in der ewigen Bestenliste der University of Montana den zweiten Platz, als er diese 1992 verließ.
Im Vorfeld des Spieljahrs 1992/93 weilte er bei der NBA-Mannschaft Minnesota Timberwolves, wurde aber vor Saisonbeginn aus dem Aufgebot gestrichen. Er bestritt dann 1992/93 41 Spiele (3,8 Punkte, 4,5 Rebounds/Spiel) für die Mannschaft Tri-City Chinook in der US-Liga Continental Basketball Association. 1993/94 spielte er für Sangalhos in Portugal, dort zog er sich im Laufe der Saison einen Fußbruch zu. Von 1996 bis 1998 verstärkte er Plannja Basket in Schweden, dort hinterließ er großen Eindruck, unter anderem durch sein gutes Passspiel. 1997 wurde er mit Plannja schwedischer Meister, 1998 wurde er als bester Centerspieler der schwedischen Liga ausgezeichnet. Mit Plannja nahm er auch an Europapokalwettbewerben teil, dabei wusste Engellant insbesondere in der Saison 1996/97 im Korać-Cup zu überzeugen, als er 13,1 Punkte und 9,7 Rebounds je Begegnung erzielte.
1998 wechselte er zum BBC Okapi Aalst nach Belgien, blieb dort bis 2000. Auch mit Aalst trat er im Europapokal an. In der Saison 1999/2000 war Engellant mit 12,5 Rebounds je Begegnung der beste Spieler des Saporta-Cups in dieser Kategorie.
Trainer Dirk Bauermann holte ihn zur Saison 2000/01 zum deutschen Bundesligisten Brandt Hagen. Im Sonderheft der Zeitschrift Basketball wurde Engellant im Vorfeld der Spielzeit als „exzellenter Rebounder“ eingestuft, der „das Spiel am Brett sehr gut beherrscht und sich voll und ganz in den Dienst der Mannschaft stellt“. Der US-Amerikaner kam in 22 Spielen der Bundesliga-Saison 2000/01 zum Einsatz, verbuchte 6,8 Punkte sowie 9,5 Rebounds je Begegnung. Das Fachportal eurobasket.com zeichnete ihn als besten Verteidiger der Bundesliga-Saison 2000/01 aus.
2001/02 spielte er für Spirou BC Charleroi in Belgien, stand für die Mannschaft auch in zehn Spielen (1,6 Punkte, 4,1 Rebounds/Spiel) der EuroLeague auf dem Feld. Im März 2003 wechselte er zu Brandt Hagen zurück, wurde bis Saisonende in 14 Bundesligaspielen (9,5 Punkte, 10,2 Rebounds/Spiel) eingesetzt.
Als Co-Trainer der Basketballmannschaft der Glacier High School in Kalispell betreute er später in seinem Heimatland auch seinen in Deutschland geborenen Sohn Drew. Hauptberuflich wurde Engellant als Besitzer einer Versicherungsagentur tätig.